# 西南医科大学
28°53′18″N 105°26′27″E / 28.88836°N 105.44089°E
西南医科大学，是一所位于中华人民共和国四川省泸州市的公立普通医学类高等院校。

## 历史沿革
学校始建于1951年，其前身是位于忠山的川南医士学校:1092。1959年升格为泸州医学专科学校，并整合了同省成都医专、重庆医专二校的教学资源:27，1978年，该校升格为本科层次的大学并更名为泸州医学院，随即于1982年成为学士学位授权单位:1092-1093。1993年，该校成为硕士学位授权单位:862，2003年，泸州医学院获学历教育留学生招生资格，并于翌年开始招收留学生:862。2013年，该校获准设立国家级博士后科研工作站。
2015年，泸州医学院获准更名为四川医科大学，但該命名受到四川大學的反對，认为其侵犯了四川大学华西医学院（旧“川医”）的名誉权，川大一些学生也抗议表示不满，因此，中华人民共和国教育部于2015年12月公告同意四川医科大学二度更名为西南医科大学，但再次遭到第三军医大西南医院的反对，第三军医大王正国院士、西南医院病理研究所孔祥复院士分别致函教育部长表示反对，提请教育部行政复议，但反对最终无效，该校仍然继续使用“西南医科大学”的校名。

## 概况
西南医科大学建有忠山和城北两个校区:863，占地2011亩。在校本科生、研究生、留学生18000余人；现有专任教师984人，其中博士317人；有硕士学位一级学科授权点7个，硕士专业学位授权点9个，30个普通本科专业，其中国家特色专业3个，省级应用型示范专业3个，双学位专业5个；下设3所直属附属医院。